# هامغيونغ الجنوبية (مقاطعة)
محافظة هامغيونغ الجنوبية هي محافظة تقع في كوريا الشمالية، تكونت المحافظة في عام 1896م، من الجزء النصفي الجنوبي السابق لمحافظة هامغيونغ، وبقيت محافظة لكوريا حتى عام 1945م، حيث أصبحت محافظة لكوريا الشمالية. عاصمتها هي هامهونغ.

## الجغرافيا
تحيطها محافظة رياينغان من الشمال، ومحافظة شمال هامغيونغ من الشمال الشرقي، محافظة كانغ وون من الجنوب و محافظة جنوب بيونغان من الغرب. في شرق المحافظة يقع بحر اليابان. 